# Шкала Фудзіти
Шкала Фудзіти або F-шкала — шкала, яку використовують для класифікації торнадо за швидкістю вітру і за нанесеними втратами.
Шкалу ввів 1971 року професор чиказького університету Теодор Фудзіта. Вся шкала складається з тринадцяти категорій: F0 — F12. При цьому проміжок між F0 і F1 відповідає 11-му і 12-му балу Бофортової шкали швидкості вітрів. Сім категорій вище F5, Фудзіта ввів як теоретичні. Тому, максимальна категорія, яку привласнюють торнадо — це F5.
| Категорія | Швидкість вітру | Швидкість вітру | Частота     | Характеристика | Характеристика           |  |
| Категорія | м/с             | км/год          | Частота     | Характеристика | Характеристика           |  |
| --------- | --------------- | --------------- | ----------- | --- | ------------------------ |  |
| F0        | 18—32,5         | 64—116          | 38,9 %      | Штормовий смерч. Обламує гілки дерев, вивіски, пошкоджує вишки, димові труби і стовпи.                                                   | Приклад ушкоджень від F0 |  |
| F1        | 32,5—50         | 117–180         | 35,6 %      | Помірний смерч. Зносить дахи і пересуває машини.                                                                                         | Приклад ушкоджень від F1 |  |
| F2        | 50—70           | 181–253         | 19,4 %      | Значний смерч. Розбиваються вікна, вивертаються дерева, ламаються пересувні будинки.                                                     | Приклад ушкоджень від F2 |  |
| F3        | 70—92,5         | 254–332         | 4,9 %       | Сильний смерч. Перекидає вагони і локомотиви, піднімає в повітря машини, більшість дерев вириває з коренем, руйнує стіни будинків.       | Приклад ушкоджень від F3 |  |
| F4        | 92,5—116,5      | 333–418         | 1,1 %       | Руйнівний смерч. Легкі будинки цілком піднімає в повітря, міцніші руйнує частково або повністю, машини переносить на величезні відстані. | Приклад ушкоджень від F4 |  |
| F5        | 116,5—142,5     | 419–512         | менше 0,1 % | Неймовірний смерч. Далеко переносить міцні будівлі, зриваючи їх з фундаменту і відриває асфальт. Дощенту руйнує населені пункти.         | Приклад ушкоджень від F5 |  |

Значну частину випадків на Землі складають торнадо F0 і F1. Торнадо вищих категорій трапляються дуже рідко.